# Le Fief-Sauvin
Le Fief-Sauvin ([lə fjɛf soˈvɛ̃] ⓘ) ist eine Ortschaft und eine ehemalige französische Gemeinde mit 1.675 Einwohnern (Stand: 1. Januar 2022) im Département Maine-et-Loire in der Region Pays de la Loire. Sie gehörte zum Arrondissement Cholet. Die Einwohner werden Sauvinois und Sauvinoises, Sylvanois und Sylvanoises oder Silvanois und Silvanoises genannt.
Der Erlass des Präfekten vom 5. Oktober 2015 legte mit Wirkung zum 15. Dezember 2015 die Eingliederung von Le Fief-Sauvin als Commune déléguée zusammen mit den früheren Gemeinden Montrevault, Chaudron-en-Mauges, La Boissière-sur-Èvre, La Chaussaire, La Salle-et-Chapelle-Aubry, Le Fuilet, Le Puiset-Doré, Saint-Pierre-Montlimart. Saint-Quentin-en-Mauges und Saint-Rémy-en-Mauges zur Commune nouvelle Montrevault-sur-Èvre fest.

## Geografie

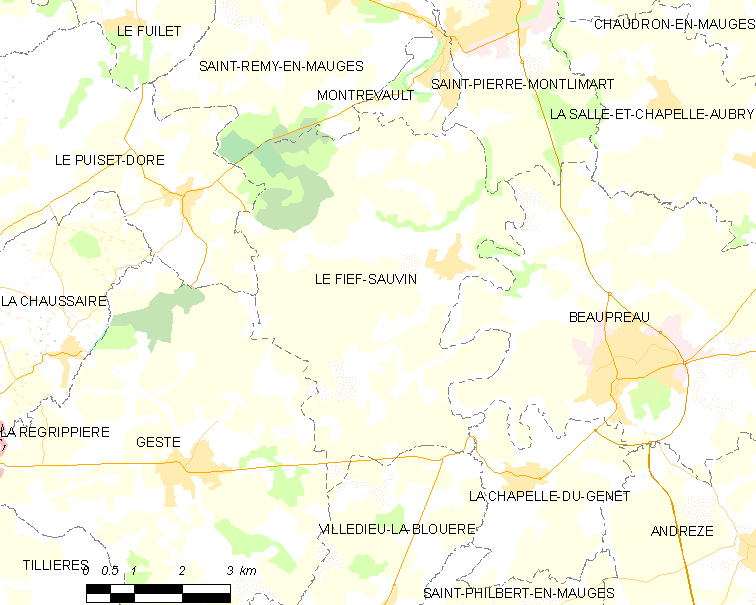
Karte von Le Fief-Sauvin

Le Fief-Sauvin liegt etwa 46 Kilometer südwestlich von Angers, etwa 22 Kilometer nordwestlich von Cholet und etwa 39 Kilometer östlich von Nantes in der Région naturelle der Mauges, Teil der historischen Provinz des Anjou.
Der Ortsteil Villeneuve westlich des Ortszentrums wurde bereits während der Französischen Revolution als frühere Gemeinde eingegliedert.
Le Fief-Sauvin liegt an den Ausläufern des Armorikanischen Massivs am linken Ufer der Èvre, deren Schlussschlingen das Ortsgebiet im Osten begrenzen. Es wird ferner entwässert von linken Nebenflüssen der Èvre, dem Ruisseau des Ajoux, dem Ruisseau de la Planche sowie von kleineren Fließgewässern.
Das Ortsgebiet zeigt eine hügelige Landschaft an den südöstlichen Ausläufern des Armorikanischen Massivs mit Tälern der Fließgewässer als markante Einschnitte. Es besitzt im äußersten Nordwesten eine Anteil am ausgedehnten Wald Forêt de Leppo. Dort wird auch die höchste Erhebung mit 109 m gemessen. Das Ortszentrum liegt auf etwa 90 m, der niedrigste Punkt wird mit 28 m Höhe beim Austritt der Èvre  aus dem Ortsgebiet im Nordosten gemessen.
Umgeben wird Le Fief-Sauvin von einer Nachbargemeinde und vier Communes déléguées von Montrevault-sur-Èvre:
| Le Puiset-Doré (Montrevault-sur-Èvre) | Saint-Rémy-en-Mauges (Montrevault-sur-Èvre) Montrevault (Montrevault-sur-Èvre) | Saint-Pierre-Montlimart (Montrevault-sur-Èvre) |
|                                       | Kompassrose, die auf Nachbargemeinden zeigt                                    |                                                |
|                                       | Beaupréau-en-Mauges                                                            |                                                |

## Etymologie und Geschichte
Der Wortstamm Fail in frühen Formen des Ortsnamens ist abgeleitet vom lateinischen fagus (deutsch Buche). Sauvain ist eine Deformation des französischen Namens Sylvain einer Familie, der wahrscheinlich im 13. Jahrhundert an Fief (deutsch Lehen) hinzugefügt wurde. Sauvin könnte aber auch vom lateinischen silva (deutsch Wald) abgeleitet sein, was die erstmalige Form des Ortsnamens erklärt.
Frühere Formen des Ortsnamens waren: Faïllium Silvanum (11. Jahrhundert), Fadilum (gegen 1085–1083), Failliacum (gegen 1103), Failum (gegen 1130), Failliaco (12. Jahrhundert), Fail Souvain (1326), Fail Sauvain (1411), Faillum Silvani (1449), Fail Souvaing (1468), Fueil Sauvaingn (1517), Fail Souvayn (1539), Folium Silvanum (1540), Fief Folio Silvani (1579), Le Fiefsauvin (Carte de Cassini, 18. Jahrhundert), Le Fief Sauvin (1793), Le Fief-Sauvin et Villneuve (1801).
Auf dem Gebiet von Le Fief-Sauvain befanden sich Siedlungen in urgeschichtlicher und keltischer Zeit. wie der Menhir von Bréau in der Nähe des gleichnamigen Weilers, und  Reste eines Lagers, Spuren einer Rundmauer und Substruktionen aus gallischer Zeit im Weiler La Garbardière belegen. 33 Äxte aus poliertem Stein, eine durchbohrte Hammeraxt, vier durchbohrte Steinplatten und eine nicht perforierte Steinplatte wurden auf dem Ortsgebiet gefunden. Drei der Steinplatten weisen ein einziges Loch auf und könnten zum Schärfen von Werkzeugen oder Waffen während der Bronzezeit gedient haben.
In der Nähe des Weilers La Ségourie am Ufer der Èvre, südlich des Ortszentrums, befand sich sehr wahrscheinlich das Oppidum Segora des gallischen Stamms der Andecaver. Zu erkennen ist die gallische Wurzel sego- im Namen, das „Sieg“ oder „Stärke“ bedeutet. Andererseits könnte es vom lateinischen securus (deutsch sicherer Ort, befestigter Felsvorsprung) abgeleitet sein. Der genaue Standort, der auf der Tabula Peutingeriana, einer mittelalterlichen kartografischen Darstellung des römischen Straßennetzes, erscheint, wurde lange Zeit diskutiert. Eine „Camp de César“ benannte fünf Hektar große Schanze wurde bei mehreren Ausgrabungen seit dem 19. Jahrhundert entdeckt.
Der spätere gallorömische Ort lag an einer strategischen Stelle an der Römerstraße zwischen Nantes und Angers, diente also dazu, das Hinterland südlich der Loire militärisch zu sichern. Er erstreckte sich auf einer Hochebene, die im Osten durch die stark abfallenden Täler der Èvre im Osten und des Ruisseau de la Planche im Süden begrenzt wurde.
Rund um Segora sind Überbleibsel aus gallorömischer Zeit, teils an der Felswand hoch über der Èvre, teils aber auch vom Fluss entfernt, teilweise aufgrund von Luftbildern entdeckt worden. In einem Umkreis von 1500 Metern sind Substruktionen zu erkennen, die an Vororte von einem Dorfzentrum denken lassen.
In La Ségurie ist ein Cachet d’oculiste gefunden worden, ein kleiner, gestempelter Gegenstand aus Stein, der von Augenärzten oder ihren Assistenten verwendet wurde, um mit einer speziellen Tinte oder einem anderen Farbstoff, der auf den Cachet aufgetragen wurde, Augentropfen (Collyres) zu kennzeichnen.
Das Priorat und die Pfarrgemeinde von Le Fief-Sauvin gehörten zur Abtei Saint-Jouin-de-Marnes. Der Prior wurde dabei vom französischen König ernannt. Seit dem 16. Jahrhundert residierten die Prioren nicht mehr im Ort. Eine Familie des Namens besaß das Land in der Mitte des 11. Jahrhunderts. Die Pfarrgemeinde war 1399 abhängig vom Lehen Bohardy mit Jean Aménard als Lehnsherrn, später die Familie Clérembault und Clermont im 15. bis 16. Jahrhundert. 1789 hatte Monsieur de Contades diesen Rang inne.

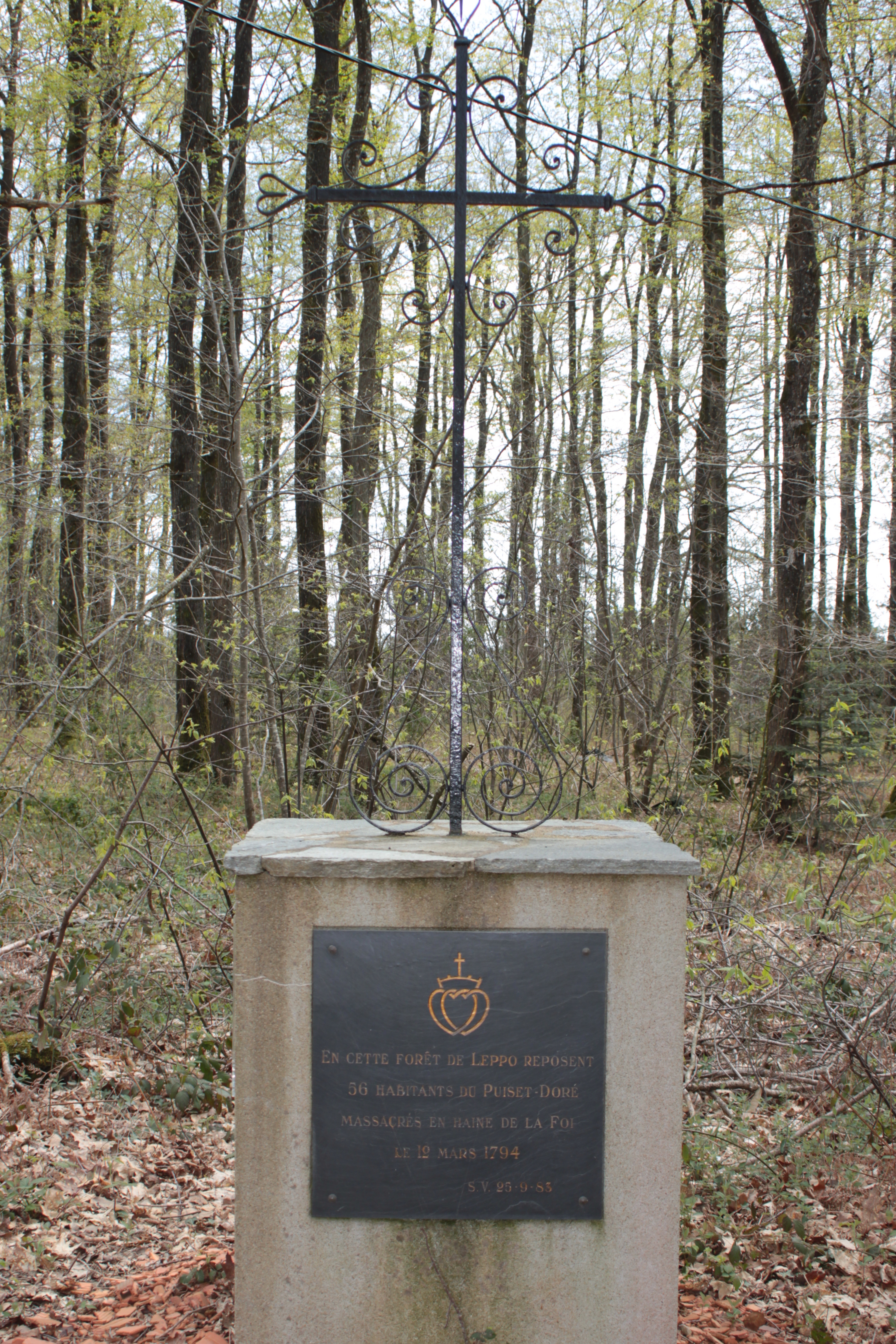
Denkmal zum Andenken an die Opfer des Aufstands der Vendée im Wald Leppo

Im 18. Jahrhundert gehörte die Pfarrgemeinde zum Bistum Angers, Archidiakonat Outre-Loire, zum Dekanat der Mauges und zur Élection von Angers. Während des Aufstands der Vendée, des Kampfes der royalistisch-katholisch gesinnten Landbevölkerung gegen Repräsentanten und Truppen der Ersten Französischen Republik wurde das Ortszentrum Ende Februar von Höllenkolonnen in Brand gesetzt. Im Wald von Leppo wurden 56 Personen ermordet.

## Bevölkerungsentwicklung
| Le Fief-Sauvin: Einwohnerzahlen von 1793 bis 2020                                                                          | Le Fief-Sauvin: Einwohnerzahlen von 1793 bis 2020 | Le Fief-Sauvin: Einwohnerzahlen von 1793 bis 2020 | Le Fief-Sauvin: Einwohnerzahlen von 1793 bis 2020 | Le Fief-Sauvin: Einwohnerzahlen von 1793 bis 2020 |
| --- | ------------------------------------------------- | ------------------------------------------------- | ------------------------------------------------- | ------------------------------------------------- |
| Jahr |                                                   |                                                   |                                                   | Einwohner                                         |
| 1793 | 1793                                              |                                                   | 1.554                                             | 1.554                                             |
| 1800 | 1800                                              |                                                   | 787                                               | 787                                               |
| 1806 | 1806                                              |                                                   | 1.369                                             | 1.369                                             |
| 1821 | 1821                                              |                                                   | 1.640                                             | 1.640                                             |
| 1831 | 1831                                              |                                                   | 1.769                                             | 1.769                                             |
| 1836 | 1836                                              |                                                   | 1.749                                             | 1.749                                             |
| 1841 | 1841                                              |                                                   | 1.720                                             | 1.720                                             |
| 1846 | 1846                                              |                                                   | 1.777                                             | 1.777                                             |
| 1851 | 1851                                              |                                                   | 1.773                                             | 1.773                                             |
| 1856 | 1856                                              |                                                   | 1.831                                             | 1.831                                             |
| 1861 | 1861                                              |                                                   | 1.877                                             | 1.877                                             |
| 1866 | 1866                                              |                                                   | 1.907                                             | 1.907                                             |
| 1872 | 1872                                              |                                                   | 1.935                                             | 1.935                                             |
| 1876 | 1876                                              |                                                   | 1.901                                             | 1.901                                             |
| 1881 | 1881                                              |                                                   | 1.880                                             | 1.880                                             |
| 1886 | 1886                                              |                                                   | 1.857                                             | 1.857                                             |
| 1891 | 1891                                              |                                                   | 1.792                                             | 1.792                                             |
| 1896 | 1896                                              |                                                   | 1.684                                             | 1.684                                             |
| 1901 | 1901                                              |                                                   | 1.616                                             | 1.616                                             |
| 1906 | 1906                                              |                                                   | 1.564                                             | 1.564                                             |
| 1911 | 1911                                              |                                                   | 1.489                                             | 1.489                                             |
| 1921 | 1921                                              |                                                   | 1.337                                             | 1.337                                             |
| 1926 | 1926                                              |                                                   | 1.311                                             | 1.311                                             |
| 1931 | 1931                                              |                                                   | 1.326                                             | 1.326                                             |
| 1936 | 1936                                              |                                                   | 1.325                                             | 1.325                                             |
| 1946 | 1946                                              |                                                   | 1.318                                             | 1.318                                             |
| 1954 | 1954                                              |                                                   | 1.416                                             | 1.416                                             |
| 1962 | 1962                                              |                                                   | 1.536                                             | 1.536                                             |
| 1968 | 1968                                              |                                                   | 1.581                                             | 1.581                                             |
| 1975 | 1975                                              |                                                   | 1.504                                             | 1.504                                             |
| 1982 | 1982                                              |                                                   | 1.596                                             | 1.596                                             |
| 1990 | 1990                                              |                                                   | 1.507                                             | 1.507                                             |
| 1999 | 1999                                              |                                                   | 1.455                                             | 1.455                                             |
| 2006 | 2006                                              |                                                   | 1.487                                             | 1.487                                             |
| 2013 | 2013                                              |                                                   | 1.666                                             | 1.666                                             |
| 2020 | 2020                                              |                                                   | 1.703                                             | 1.703                                             |
| Quelle(n): EHESS/Cassini bis 1999, INSEE ab 2006 Anmerkung(en): Ab 1962 offizielle Zahlen ohne Einwohner mit Zweitwohnsitz |                                                   |                                                   |                                                   |                                                   |

Der signifikante Bevölkerungsrückgang zwischen 1793 und 1800 ist den Ereignissen des Aufstands der Vendée geschuldet.

## Sehenswürdigkeiten
- Menhir von Bréau, seit 1990 als Monument historique eingeschrieben
- Gallorömisches Oppidum, genannt Camp de César, seit 1988 in Teilen als Monument historique, in weiteren Teilen eingeschrieben
- Kirche Notre-Dame in Fief-Sauvin aus dem 15. Jahrhundert, 1997 Neubau
- Kirche Notre-Dame in Villeneuve, 1876 erbaut, 1978 durch einen Tornado zerstört, 1981 neu aufgebaut

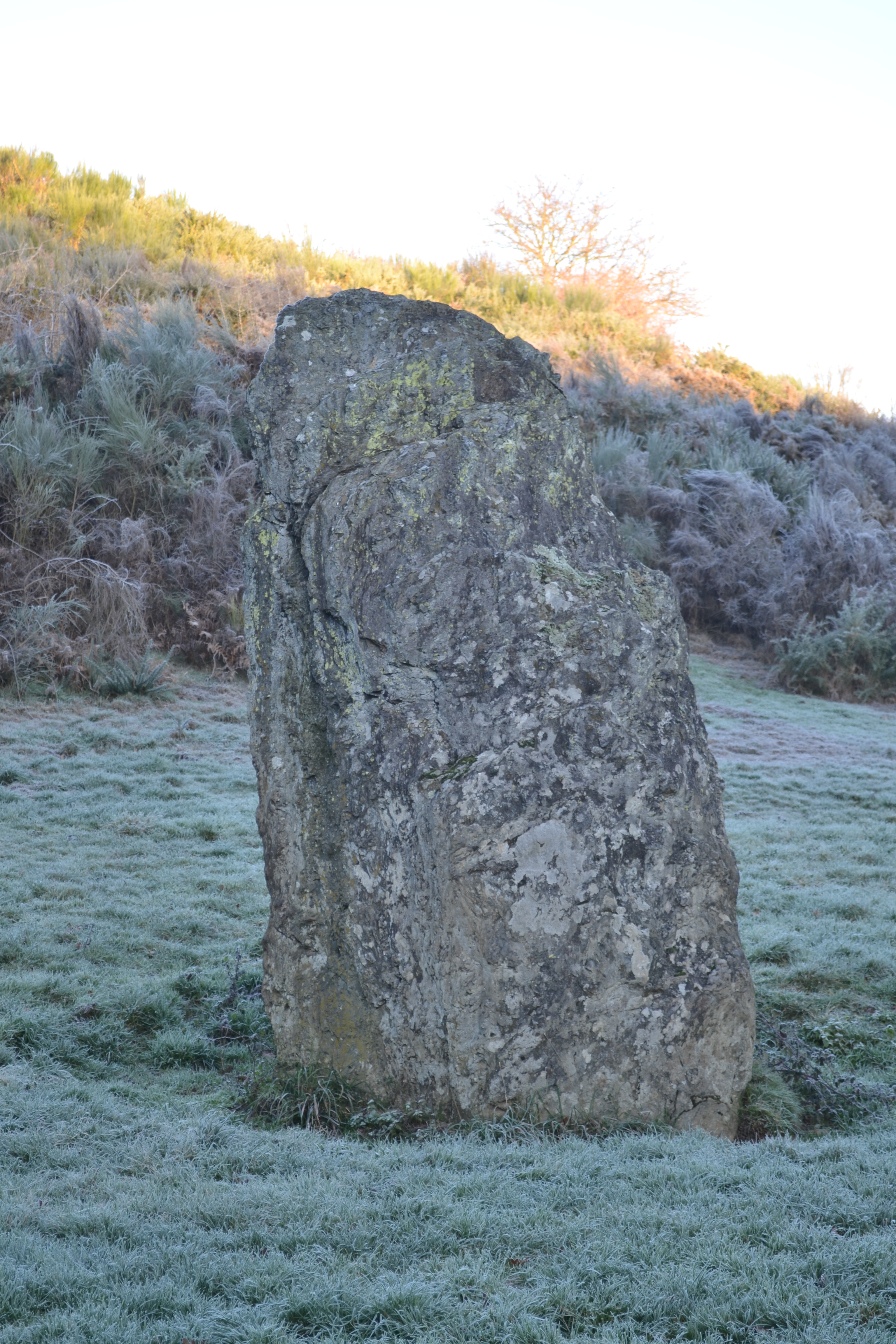
Menhir von Bréau
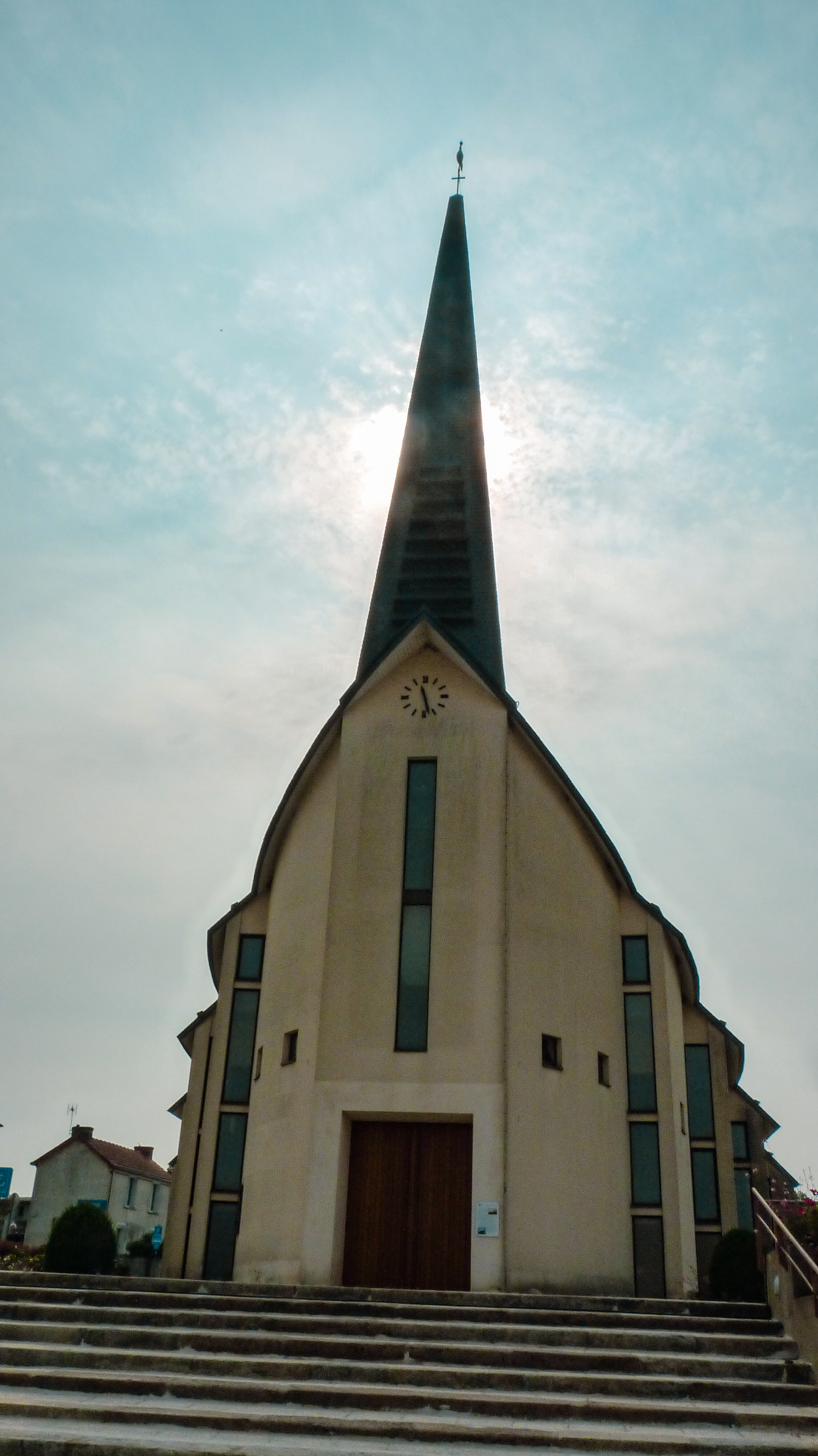
Kirche Notre-Dame in Fief-Sauvin